# Max Park
Max Park (Cerritos, 28 novembre 2001) è uno speedcuber statunitense di origini coreane.
Ritenuto uno dei migliori speedsolver di tutti i tempi, è l'attuale campione del mondo in carica e, insieme a Feliks Zemdegs, uno degli unici due speedcuber ad aver vinto il campionato mondiale WCA per due volte (2017, 2023).
È quarto nella classifica per numero di medaglie d'oro vinte nelle varie competizioni WCA (476). Figura inoltre al secondo posto nella classifica per numero di record mondiali stabiliti in carriera (72); tuttora ne detiene 9.

## Primi anni di vita
Max Park è nato il 28 novembre 2001 a Cerritos, in California, da Schawn e Miki Park.
A due anni, gli fu diagnosticato un autismo da moderato a grave e i medici dissero ai suoi genitori che probabilmente avrebbe avuto bisogno di assistenza per il resto della sua vita.
Lo speedcubing ha aiutato Max a migliorare le sue capacità motorie e psichiche.
All'età di 10 anni, iniziò ad andare regolarmente alle gare di cubo di Rubik. Non passò molto tempo prima che iniziasse davvero a eccellere nel cubo: alla sua seconda competizione, infatti, è arrivato primo nell'evento 6x6x6.

## Carriera
Attualmente, Max Park detiene 6 record mondiali: , per il singolo del 4x4x4 (15.71), per la media del 5x5x5 (34.76), per il singolo del 6x6x6 (58.03), per la media del 6×6×6 (1:05.66), per il singolo del 7x7x7 (1:34.15) per la media del 7x7x7 (1:39.68)
Attualmente, Max Park detiene, oltre ai record mondiali, 5 recors Nord Americani, per il singolo del 3×3×3 (3.13), per la media del 3×3×3 (4.86), per la media del 4×4×4 (19.35), per il singolo del 5×5×5 (32.23) e per il singolo di 3×3×3 One-handed (6.20)
In totale nella sua carriera ha avuto: 85 record mondiali, 41 record continentali e 4 record nazionali
Al Campionato del Mondo 2017 a Parigi, è arrivato primo nel 3x3x3 e nel 3x3x3 OH. Inoltre, è arrivato terzo nel 5x5x5 e nel 6x6x6.
Al Campionato del Mondo 2019 a Melbourne, si è classificato al primo posto nel 4x4x4, nel 5x5x5, nel 6x6x6, nel 7x7x7 e nel 3x3x3 OH. È invece arrivato quarto nel 3x3x3.
Al Campionato del mondo 2023 a Incheon, si è classificati primo nel 3×3×3, nel 5×5×5 e nel 7×7×7, ed è arrivato terzo nel 4×4×4
Nel 2020, è apparso nel documentario Netflix The Speed Cubers.

## Classifiche
| Evento   | Tipo    | Miglior tempo (min:sec.centesimi) | Classifica mondiale |
| -------- | ------- | --------------------------------- | ------------------- |
| 3x3x3    | Singolo | 3.13                              | 2 °                 |
| 3x3x3    | Media   | 4.86                              | 6 °                 |
| 4x4x4    | Singolo | 15.71                             | 1 °                 |
| 4x4x4    | Media   | 19.35                             | 2 °                 |
| 5x5x5    | Singolo | 32.23                             | 2 °                 |
| 5x5x5    | Media   | 34.76                             | 1 °                 |
| 6x6x6    | Singolo | 58.03                             | 1 °                 |
| 6x6x6    | Media   | 1:05.66                           | 1 °                 |
| 7x7x7    | Singolo | 1:34.15                           | 1 °                 |
| 7x7x7    | Media   | 1:39.68                           | 1 °                 |
| 3x3x3 OH | Singolo | 6.20                              | 3 °                 |
| 3x3x3 OH | Media   | 8.46                              | 7 °                 |